# Konstanty Bobczyński

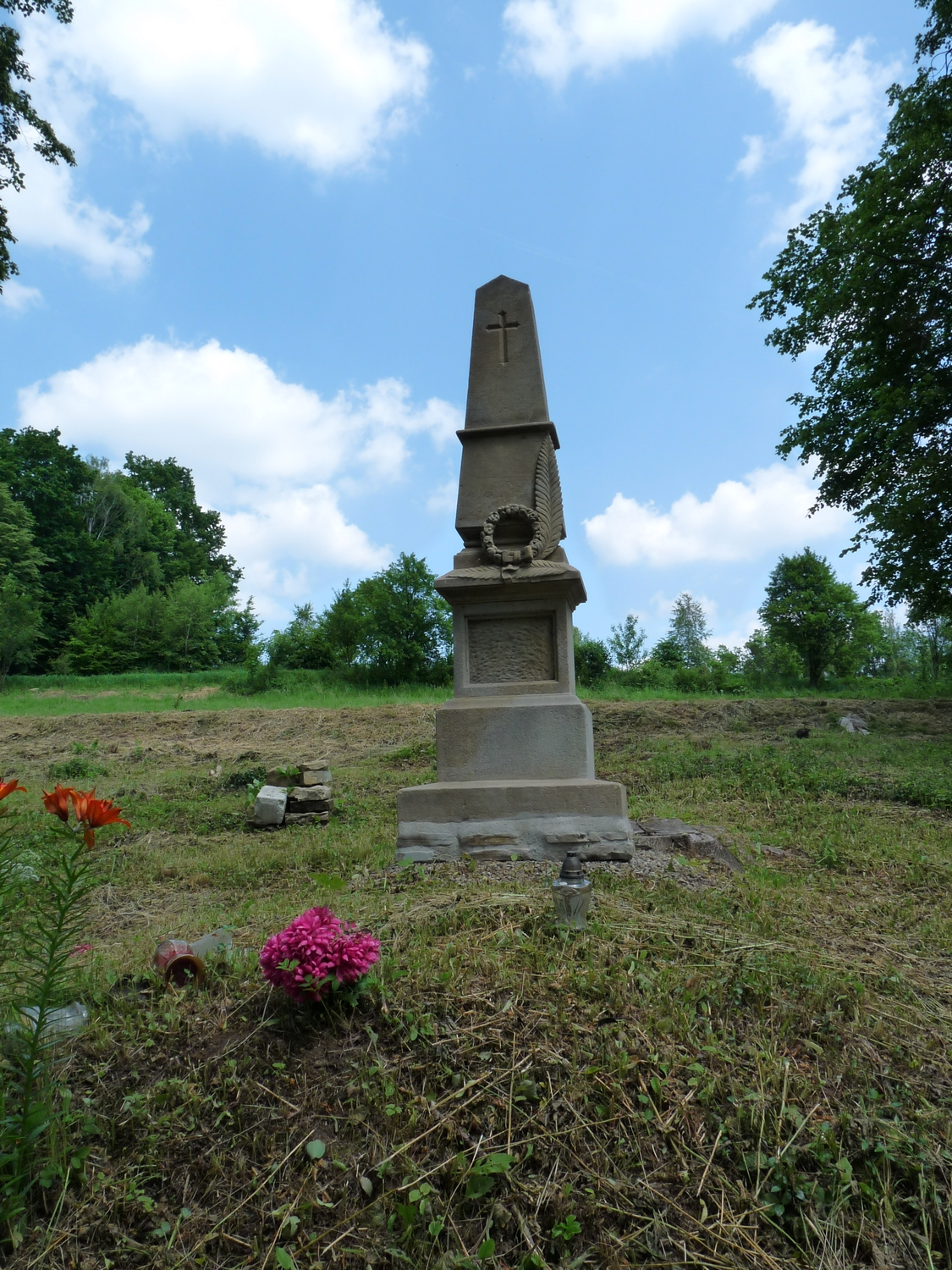
Nagrobek na cmentarzu greckokatolickim w Hłudnie (stan z 2010; tablica nagrobna została uzupełniona w 2016)

Konstanty Bobczyński (ur. 24 czerwca 1817 w Niewistce, zm. 14 marca 1893 w Hłudnie) – polski wojskowy, działacz niepodległościowy i konspiracyjny. 

## Życiorys
Uczestnik konspiracji galicyjskiej i rewolucji węgierskiej w latach 1848-1849 w czasie Wiosny Ludów. Służył wtedy jako porucznik w 1 pułku ułanów. Następnie przebywał na emigracji w Anglii. Był kapitanem wolnych strzelców w Glasgow. W 1855 zapisał się do Towarzystwa Demokratycznego Polskiego. Podczas powstania styczniowego w 1863 w stopniu kapitana był współorganizatorem i komendantem głównej kwatery w wyprawie morskiej na Żmudź, mającej dostarczyć broń. 
Został właścicielem dóbr ziemskich. Był działaczem I Międzynarodówki wchodził w skład 10-osobowego Komitetu Stałego Rady Centralnej. Po powrocie z emigracji w 1867 został członkiem Rady Powiatowej w Brzozowie. 29 maja 1883 został wybrany posłem Sejmu Krajowego Galicji z IV kurii okręgu Dubiecko-Brzozów. W sejmie należał do stronnictwa konserwatywnego. Na jego miejsce 19 kwietnia 1893 w wyborach uzupełniających wybrano Zdzisława Skrzyńskiego.